# Catherine Sauvage
Catherine Sauvage (eigenlijk: Jeanine Marcelle Saunier) (Nancy, 29 mei 1929 – Bry-sur-Marne, 19 maart 1998) was een Frans zangeres, actrice en componiste. Zij leefde samen met Pierre Brasseur en later met Gérard Paris.

## Levensloop
Sauvage studeerde acht jaar piano, zang en theater. De componist Léo Ferré schreef onder andere de chansons Blues, Est-Ce ainsi que les Hommes vivent?, Et des clous, Graine d'ananar, Il N'Aurait Fallu, Je chante pour passer le temps, L'Affiche Rouge, L'Ile Saint-Louis, La fille des Bois, Le Serpent qui danse, Le Piano du pauvre, Les amoureux du Havre, Les cloches de Notre-Dame, Noël, Paris Canaille, Pauvre Rutebeuf, en Tu n'en reviendras pas? met die zij groot succes had. Tijdens een concerttournee door Canada heeft zij groot succes met liederen van de toen nog onbekende Canadese componist Gilles Vigneault, namelijk Mon Pays, Le Corbeau, la Manikoutai en Tam ti delam. Bij verdere concertreizen in het buitenland heeft zij als typische Franse chanteuse groot succes bijvoorbeeld in Beiroet, Mexico-Stad en Tokio.
Naast de beide tevoren benoemde componisten zingt zij ook teksten van Jacques Prévert (Marche ou crève (Biribi), Noel des Ramasseurs de neige), Louis Aragon (Il n'y a pas d'amour heureux), Serge Gainsbourg alias Gainsbarre (Black Trombone, Baudelaire, Les Goémons, L'Assassinat De Franz Lehar) en Bertolt Brecht (La Complainte de Mackie, La Fiancée du pirate).
In 1954 werd zij onderscheiden met de Grand prix du disque voor het chanson L'Homme van Léo Ferré. Zijn ontving ook de prijs Grand Prix du Disque Académie Charles Gros.
Als actrice speelde zij in stukken L'échange van Paul Claudel, Der kaukasische Kreidekreis van Bertold Brecht en Frank V van Friedrich Dürrenmatt.
In 1992 produceerde zij een CD-album ter hulde aan Jacques Prévert. Haar laatste publieke optreden was in juli 1994 bij het grote zomerfestival Les Francofolies in La Rochelle (Charente-Maritime).
Zij heeft ook verschillende liederen gecomponeerd, waarvan Sweet Dolly het bekendste is. Het werd door Désiré Dondeyne voor harmonieorkest bewerkt.

## Filmografie
- 1956: Mémoires d'un flic
- 1956: Paris canaille
- 1962: L'Europe en chantant
- 1966: Deux heures à tuer
- 1968: En votre âme et conscience
- 1977: Commissaire Moulin
- 1982-1988: Les Enquêtes du commissaire Maigret
  1. Maigret et le clochard
  2. Un échec de Maigret
- 1983: La fiancée qui venait du froid
- 1983: Julien Fontanes, magistrat
- 1990: Le miroir aux alouettes
- 1990: Les Cinq dernières minutes

## Discografie
- Universal Music S.A. (1998) Catherine Sauvage - Master Serie Vol.1
  1. Paris Canaille
  2. Avec le temps
  3. Est-Ce Ainsi Que Les Hommes Vivent?
  4. Rotterdam
  5. L'homme
  6. Vingt ans
  7. Mister Giorgina
  8. Comme a Ostende
  9. Je Chante Pour Passer le Temps
  10. L'affiche rouge
  11. Il n'aurait fallu
  12. Je T'Aimé Tant
  13. Il n'y a pas d'amour heureux
  14. Elsa
  15. Il N'En Reviendras Pas
  16. Julienne
- Philips 432.721 Catherine Sauvage - chante Kurt Weill (1961)
  1. La complainte de Mackie
  2. La chanson de Barbara
  3. Mon ami, my friend
  4. Nanna's lied
  5. Chant des canons
  6. Fantomas
  7. Bilbao song
  8. Surabaya Johnny
  9. Alabama song
  10. La chanson de mandalay
  11. La fiancée du pirate
  12. Tango des matelots
- Philips P 76024 R Catherine Sauvage - chante Léo Ferré
- Philips 432.784 BE Catherine Sauvage - chante Serge Gainsburg